# Aston Martin Vanquish
Aston Martin Vanquish je vysoce výkonný sportovní automobil třídy Gran Turismo vyráběný britskou automobilkou Aston Martin ve dvou generacích. 
První generace, vyráběna od roku 2001 do roku 2007, byla nástupcem vozu Aston Martin Virage a později byla nahrazena vozem Aston Martin DBS V12, který pak nahradila druhá generace Vanquish, vyráběna od roku 2012 do roku 2018. Tu poté nahradil vůz Aston Martin DBS Superleggera. První generace měla karoserii kupé a druhá měla na výběr z kupé a karoserie kabriolet.

## První generace (2001–2007)

### V12 Vanquish (2001–2005)
Aston Martin V12 Vanquish byl navržen designérem Ianem Callumem a inspiroval se vozem Aston Martin DB4 GT Zagato. Celkový design pokračoval v designovém jazyku značky, jenž nastolil v roce 1994 Aston Martin DB7, Vanquish měl však za cíl působit moderněji a agresivněji. Design vycházel přímo z koncepčního vozu z roku 1998 známého jako "Project Vantage", který byl prvním designem Aston Martin zcela navrženým Callumem a vznikl jako vize budoucího sportovního vozu, který by měl stát na vrcholku nabídky Aston Martin po ukončení výroby předchůdce Virage.
Oficiálně byl Vanquish představen na březnovém ženevském autosalonu v roce 2001. Vanquish představil kompletně nový a pro tento model speciálně vyvinutý podvozek z lepeného hliníkového kompozitu s páteří z uhlíkových vláken, vyvinutý ve spolupráci s automobilkou Lotus, sportovní nezávislé zavěšení kol a modernizovanou verzi atmosféricky plněného dvanáctiválcového vidlicového motoru Aston Martin V12 o objemu 5,9 litru, který měl premiéru v modelu DB7 o dva roky dříve. Vůz byl k dispozici v konfiguracích se sedadly 2+0 a 2+2 a dodával se pouze s karoserií kupé.

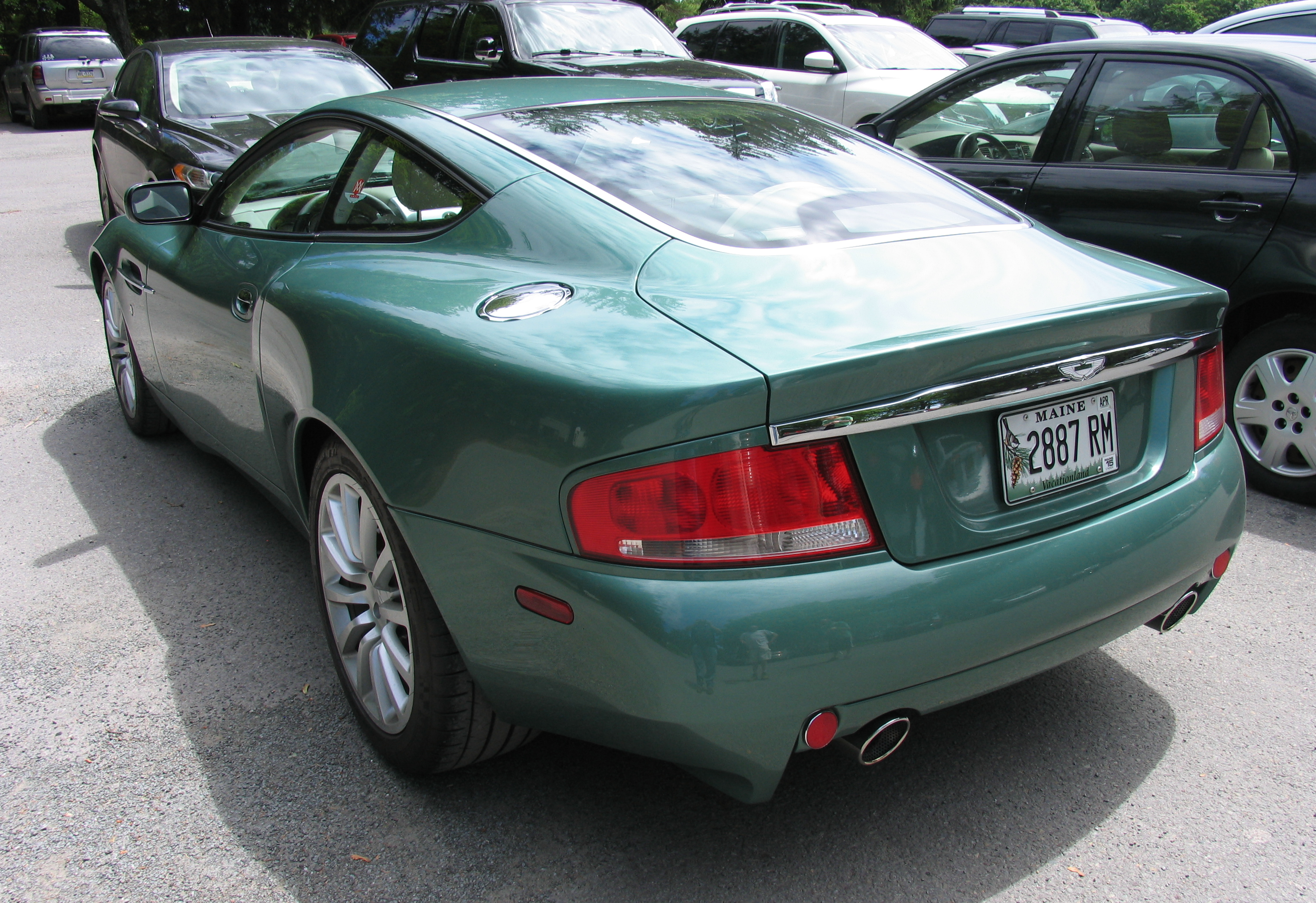
Aston Martin V12 Vanquish

Motor V12 se 4 ventily na válec dosahoval výkonu nejméně 460 koní (343 kW) při 6 500 ot/min a točivého momentu 542 N⋅m při 5 000 ot/min ve spojení se šestistupňovou automatizovanou manuální převodovkou. Vůz měl taktéž vrtané a ventilované kotoučové brzdy o průměru 355 mm se čtyřpístkovými třmeny s elektronickým rozdělovačem brzdné síly a ABS. Interiér se vyznačoval moderní elektronickou výbavou a možností volby koženého čalounění s kovovými detaily, což byl záměrný odklon od dřevěného obložení, které se používalo v modelu DB7.
Vůz V12 Vanquish, vlajková loď značky Aston Martin pro tuto éru, byl navržen tak, aby byl na vrcholu nabídky nejen luxusem, ale i výkonem. Kromě působivých hodnot, jako je zrychlení z 0 na 100 km/h pod 5 sekund a maximální rychlost přesahující 306 km/h, byla první generace modelu V12 Vanquish obecně velmi dobře přijata motoristickým tiskem. V silničních testech se téměř všude objevovala chvála na jeho pohonnou jednotku, podvozek, pokročilou techniku a design. Časopis Road & Track označil V12 Vanquish bez výhrad za "dokonalý vůz Gran Turismo". Car and Driver popsal V12 Vanquish jako "hodný dědictví značky a skutečnou alternativu ke špičkovým Ferrari".
Vozy V12 Vanquish se staly posledním modelem vyráběným v závodě Aston Martin ve městě Newport Pagnell. I když se způsob výroby vozů od předchozích modelů evolvoval a přecijen modernizoval, především v oblasti tvarování panelů, stále se při montáži a dokončování vozů odvádělo velké množství ruční práce, takže výroba každého vozu byla časově velmi náročná. Vanquish jako poslední model montovaný v Newport Pagnell tak představoval konec jedné éry a zároveň začátek další, která se s příchodem modelu Vanquish vyznačovala přechodem designů dalších modelů Aston Martin na tradičnější kupé, vybaveny tou nejmodernější technikou, velkým výkonem a jenž se později vyráběly mnohem více automatizovaně.

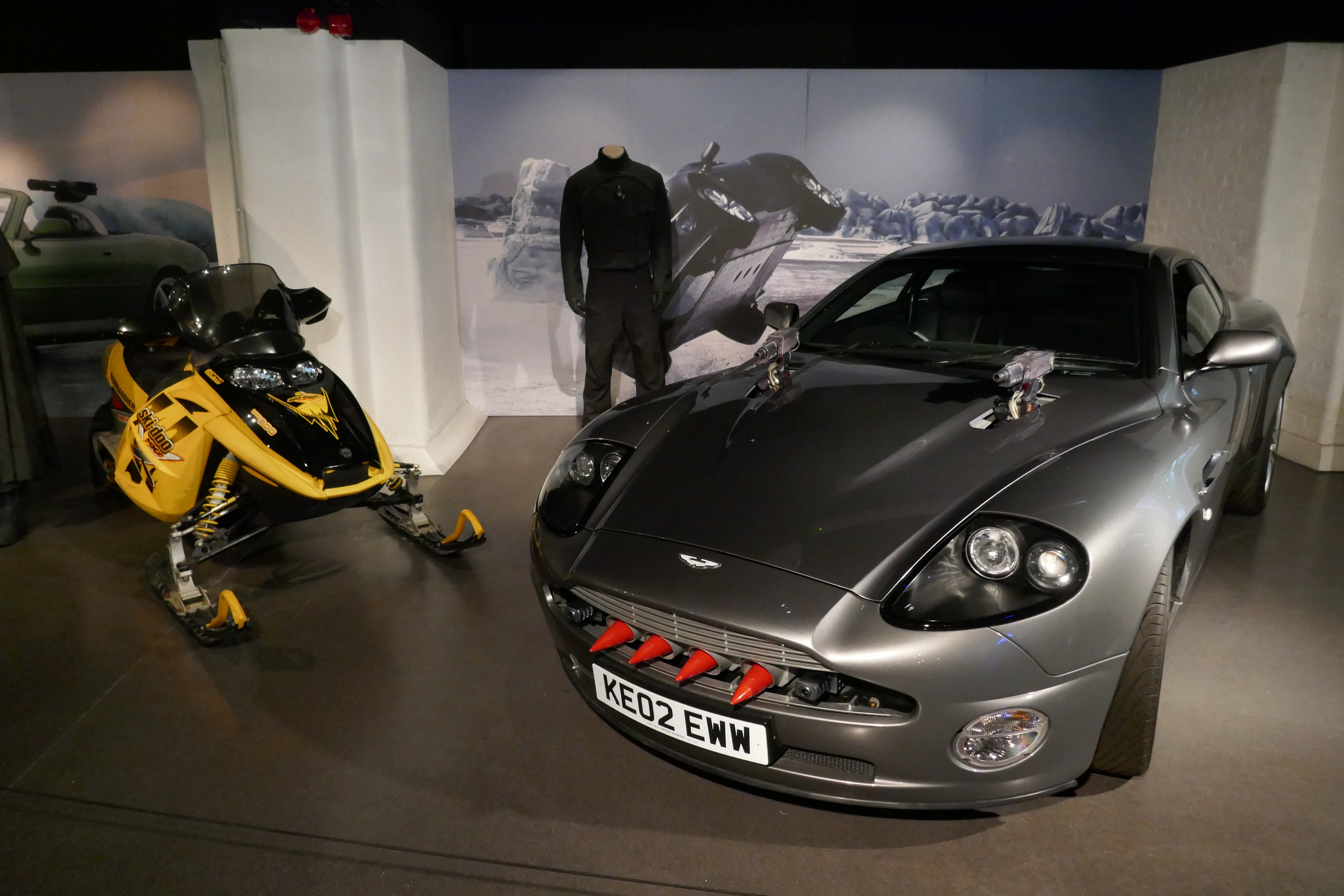
Aston Martin V12 Vanquish z filmu Dnes neumírej

Díky účinkování ve filmu o Jamesi Bondovi Dnes neumírej z roku 2002 se V12 Vanquish dostal do povědomí i laické veřejnosti a obsadil třetí místo v žebříčku nejlepších filmových aut všech dob, hned za vozy Mini z filmu Prácička v Itálii a Aston Martin DB5 z bondovek Goldfinger a Thunderball. Vozidlo ve filmu je vybaveno řadou přístrojů, mezi něž patří střelné zbraně a rakety na mřížce chladiče, hroty na pneumatikách pro jízdu na sněhu, vystřelovací sedadlo a také maskovací zařízení, díky němuž je auto neviditelné. V12 Vanquish je jediným vozem Aston Martin vybaveným podobnými špiónskými přístroji v éře Jamese Bonda Pierce Brosnana, jelikož až do filmu Jeden svět nestačí měly bondovky smlouvu s německým BMW a byly tak používany jejich vozy. Je to také poslední takto fiktivně vybavený moderní vůz Aston Martin, který se objevil v této sérii filmů až do Astonu Martin DB10 z filmu Spectre z roku 2015, protože model DBS V12 z Casino Royale a Quantum of Solace žádné podobné nástroje neměl a byl prezentován ve své verzi z reálného světa. Vůz se objevil také v mnoha tehdejších videohrách, například v Project Gotham Racing, v sérii Need For Speed, v James Bond 007: Nightfire a James Bond 007: Everything or Nothing nebo ve videohrách ze série Gran Turismo.

### V12 Vanquish S
Aston Martin V12 Vanquish S měl premiéru na pařížském autosalonu v roce 2004 s řadou drobných úprav. Objem motoru zůstal na hodnotě 5,9 litru, ale udávaný výkon se zvýšil z konzervativních 460 koní (343 kW) udávaných pro původní Vanquish na realističtějších 520 koní (388 kW). Vizuální změny zahrnovaly nová kola, mírně odlišný tvar přídě, nové zvýšené víko zavazadlového prostoru s větším integrovaným spoilerem se zabudovaným brzdovým světlem (u původního Vanquishe bylo v zadním okně), označení Vanquish S na víku zavazadlového prostoru (původní Vanquish neměl vzadu označení modelu) a přidání malého předního spoileru. Jedním z výsledků těchto změn bylo snížení aerodynamického odporu vzduchu. Změna převodového poměru umožnila modelu Vanquish S dosáhnout maximální rychlosti 322 km/h.
V12 Vanquish S také obsahoval prvky volitelného paketu Sports Dynamic Package (který byl poprvé k dispozici pro původní Vanquish pro modelový rok 2004), který zahrnoval tužší odpružení, upravené řízení a větší brzdy - 378mm přední kotouče se šestipístkovými třmeny a 330mm zadní kotouče se čtyřpístkovými třmeny. V12 Vanquish S se prodával v modelovém roce 2005 vedle původního modelu Vanquish a od roku 2006 už jako jediná verze.

Výroba modelu V12 Vanquish byla ukončena 19. července 2007, současně s uzavřením továrny v Newport Pagnell po 49 letech provozu. Navzdory přetrvávajícímu nadšení pro vozy V12 Vanquish a V12 Vanquish S byl prodej po celou dobu limitován ruční výrobou, kvůli které produkce vozů probíhala ve stejném tempu jako u dřívějších, méně populárních vozů Aston Martin vyráběných v Newport Pagnell, i přes velkou poptávku a popularitu vozu ještě v roce 2007 kdy byla výroba ukončena.

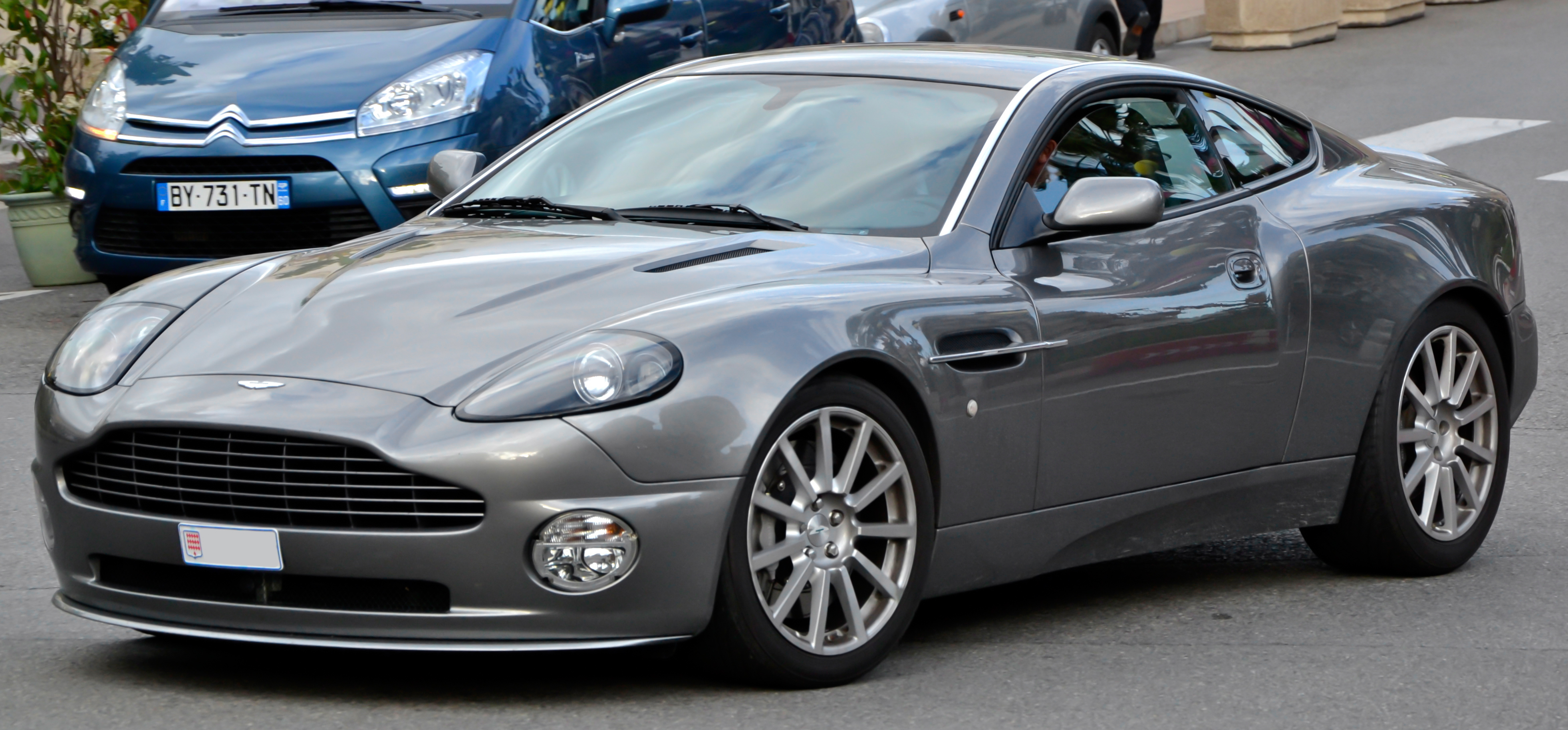
Aston Martin V12 Vanquish S
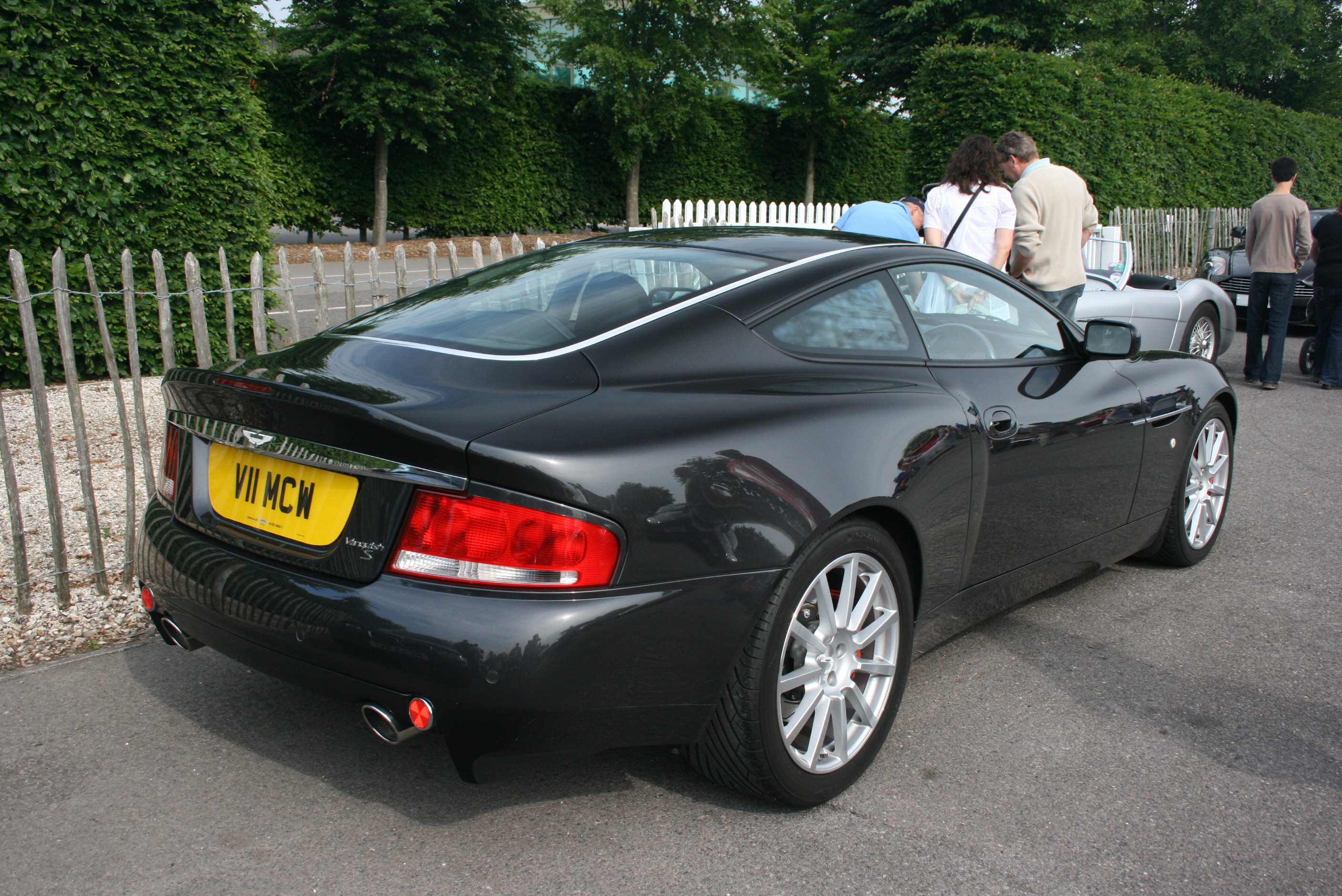
Aston Martin V12 Vanquish S
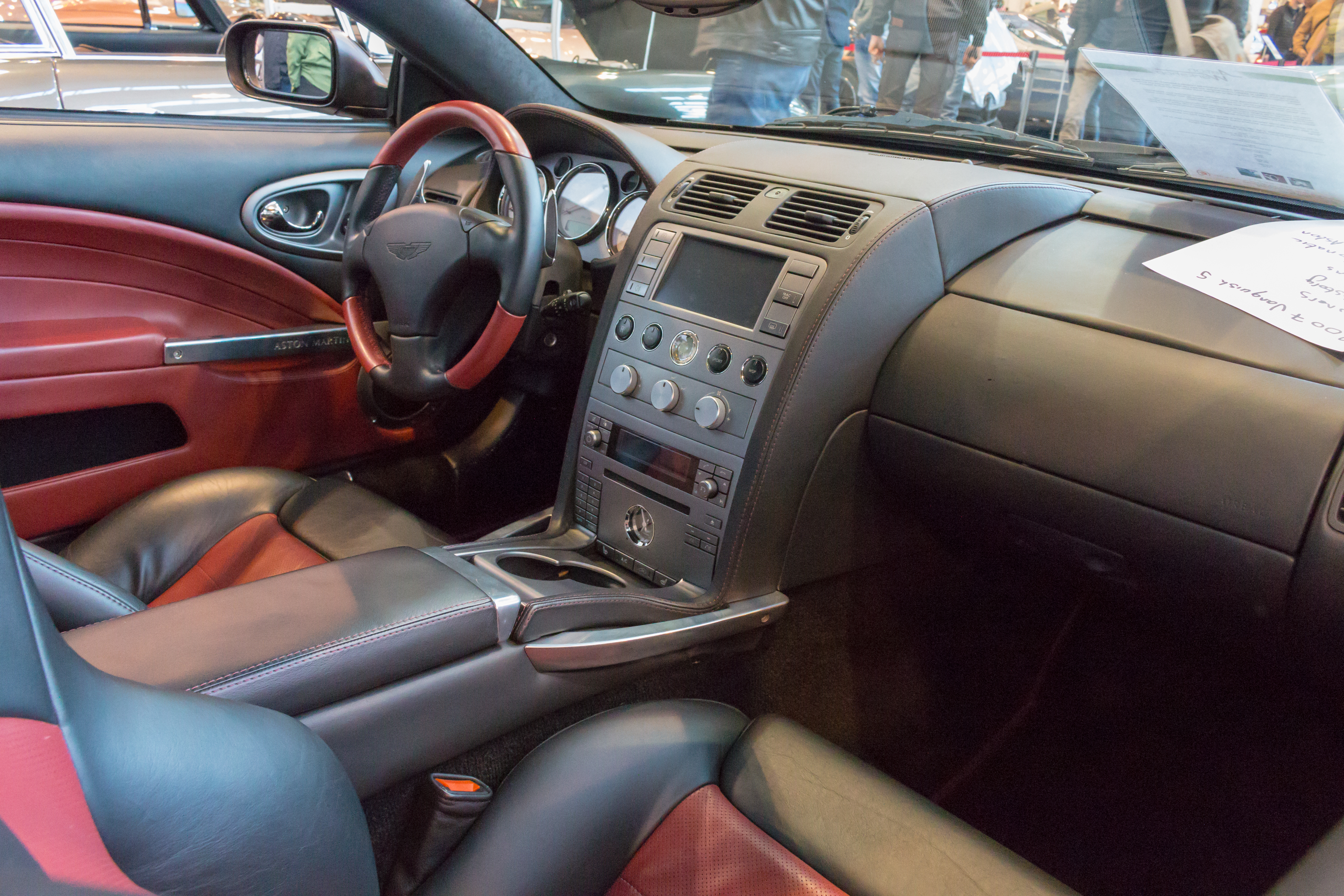
Aston Martin V12 Vanquish S (interiér)

## Druhá generace (2012–2018)

### Vývoj
Druhá generace modelu Vanquish vznikla na konceptu Project AM310 Concept který byl představen na výstavě vozů Concorso d'Eleganza Villa d'Este na břehu jezera Como v Itálii v roce 2012. Koncepční vůz byl založen na nejnovější generaci platformy VH, která měla premiéru v modelu DB9 a byla taktéž použita ve vozech DBS V12, Virage a Rapide. Interně byl vůz při vývoji označován jako projekt VH310.
Koncepční vůz dostal upravenou verzi typické masky chladiče a světlometů Aston Martin a výraznější vyboulení kapoty. Na bocích a zádi se objevily prvky inspirované supersportovním vozem One-77, jako například boční výdechy ventilace sahají téměř ke klikám dveří či design zadních světel. Dvanáctiválcový vidlicový motor o objemu 5,9 litru měl výkon 550 koní (410 kW). Aston Martin později oznámil, že koncept bude uveden do výroby jako zcela nový Vanquish a nahradí model DBS V12, který sám nahradil první generaci Vanquish. Vanquish byl představen v Londýnském filmovém muzeu v Covent Garden a poté na Monterey Car Week 2012 ve městě Monterey v Kalifornii v USA. Dodávky do Velké Británie a kontinentální Evropy byly zahájeny koncem roku 2012.

### Vanquish (2012–2018)
Exteriér modelu Vanquish je evolucí modelu DBS, přičemž mnohé stylistické prvky, jako například protáhlé boční prolisy, jsou inspirovány modelem One-77. Víko zavazadlového prostoru má integrovaný zadní spoiler, který měl na příkaz tehdejšího šéfa automobilky Aston Martin, Dr. Ulricha Beze, vypadat co nejmoderněji je to možné. Vůz má obnažené boční lišty z uhlíkových vláken, které demonstrují jeho celokarbonovou karoserii.
Vůz se vyznačoval novým interiérem s detaily taktéž inspirovanými interiérem supersportovního exkluzivního modelu One-77. Interiér byl ručně šitý kůží a Alcantarou a byl k dispozici v řadě barev. Na středové konzoli se nacházel silně modernizovaný informační a zábavní systém převzatý z přechůdce DBS V12. Vůz byl k dispozici jako dvoumístný nebo ve variantě 2+2.

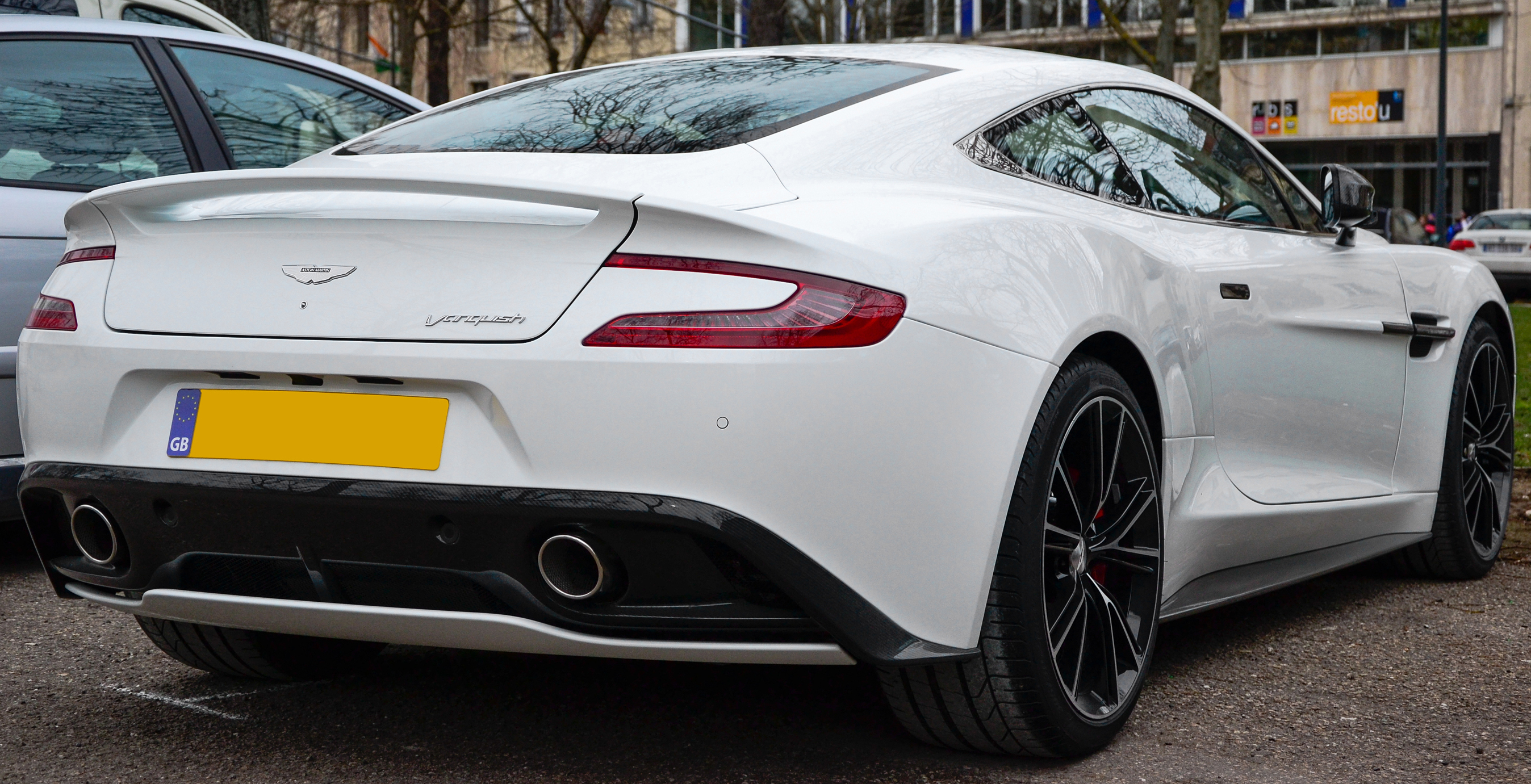
Aston Martin Vanquish

Vanquish používal vylepšenou verzi motoru Aston Martin V12 AM11 o objemu 5,9 litru s názvem AM28 a o výkonu 565 koní (421 kW) při 6 750 ot/min a točivém momentu 620 N⋅m při 5 500 ot/min. Vanquish dokáže zrychlit z 0 na 100 km/h za 4,1 sekundy a jeho maximální rychlost je 295 km/h. Stejně jako u modelu DB9 a dalších vozů Aston Martin na platformě VH je motor umístěn vpředu a převodovka vzadu kvůli lepšímu rozložení hmotnosti. Vanquish má rozložení hmotnosti 51/49 na přední a zadní část a pohotovostní hmotnost 1739 kg. Používá plně katalyzovaný výfukový systém z nerezové oceli s aktivními obtokovými ventily. Vozy z let 2012 až 2014 používají modernizovanou šestistupňovou automatickou převodovku ZF Touchtronic II, která pak byla od modelového roku 2015 dále nahrazena osmistupňovou automatickou převodovkou ZF Touchtronic III. Jednalo se o první vůz značky Aston Martin, který byl k dispozici s funkcí launch control. Brzdový systém využívá ventilované karbonkeramické kotouče o průměru 398 mm se šestipístkovými třmeny vpředu a 360 mm se čtyřpístkovými třmeny vzadu. Vozidlo je vybaveno třístupňovým nastavitelným systémem adaptivního tlumení s režimy Normal, Sport a Track. Pneumatiky jsou Pirelli P Zero a má dvacetipalcová kola.
V srpnu 2014 Vanquish prošel mírnou technickou modernizací. Změny zahrnovaly již zmíněnou osmistupňovou převodovku Touchtronic III a modernizovaný motor AM29 V12, který má výkon 568 koní (424 kW) a točivý moment 630 N⋅m. Změny zlepšily zrychlení z 0 na 100 km/h na 3,6 sekundy a maximální rychlost na 324 km/h.

### Vanquish Volante (2013–2018)

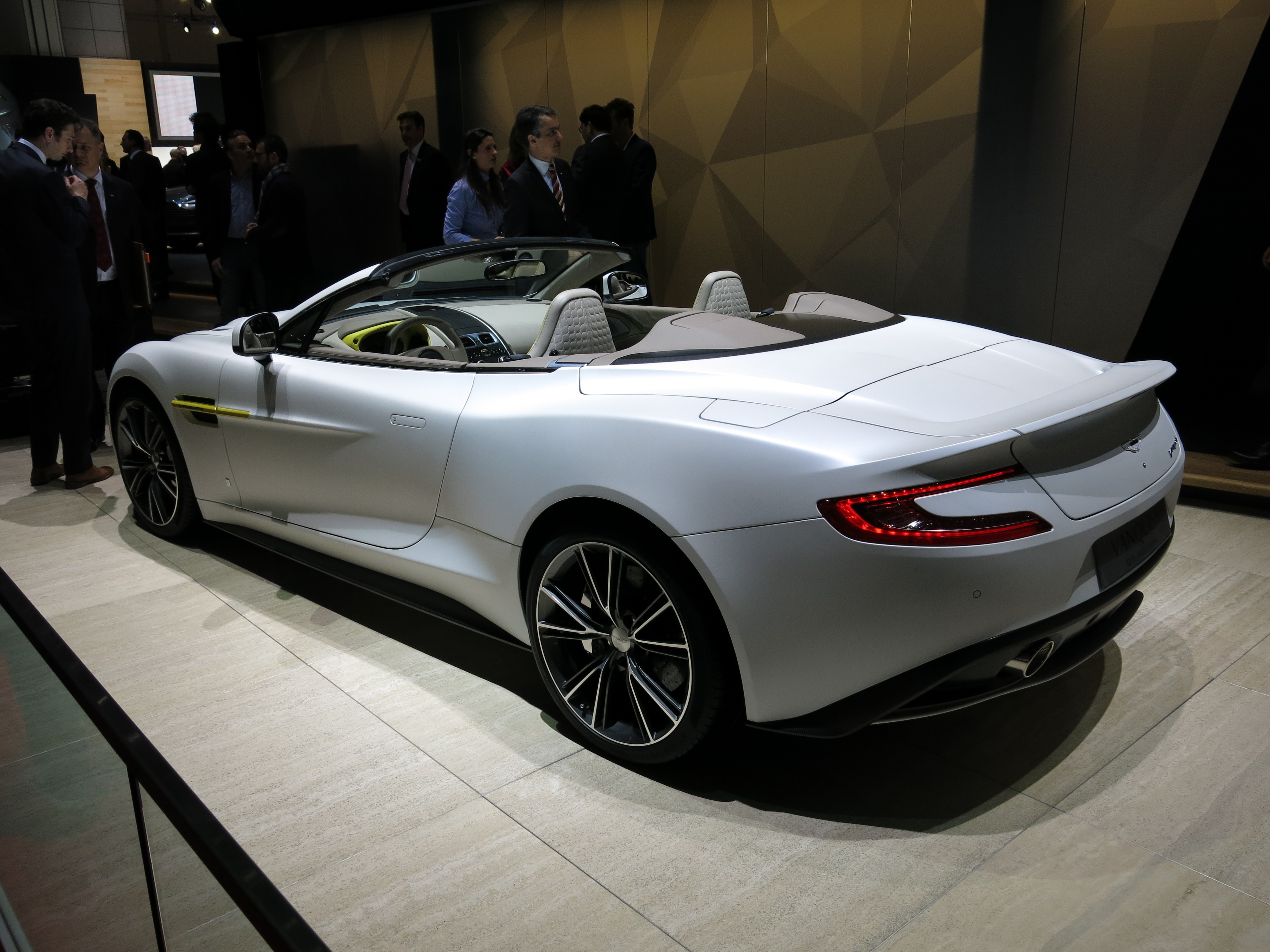
Aston Martin Vanquish Volante

V roce 2013 představil Aston Martin na automobilovém festivalu Pebble Beach Concours d'Elegance kabrioletovou variantu modelu Vanquish s názvem Volante. Volante má karoserii plně vyrobenou z uhlíkových vláken, střechu z lehké tkaniny s trojím potahem, o 50 % větší zavazadlový prostor než jeho předchůdce a jinak mechanické části sdílí s kupé. Vanquish Volante byl o 13 % strukturálně tužší v karoserii než odcházející DBS Volante. Dodávky do Evropy byly zahájeny koncem roku 2013, dodávky do USA začaly počátkem roku 2014.

### Vanquish S (2017–2018)
V listopadu 2016 Aston Martin představil nový model Vanquish S. Vanquish S je vybaven motorem AM29 V12 s výkonem zvýšeným na 595 koní (444 kW) a novým aerodynamickým paketem na exteriéru. Vanquish S dokáže zrychlit z 0 na 100 km/h za 3,5 sekundy a dosahuje maximální rychlosti 324 km/h. Dodávky vozu byly zahájeny v prosinci 2016. Aston Martin v roce 2017 představil také kabrioletovou verzi modelu Vanquish S s názvem Vanquish S Volante.